# Microcyclops ceibaensis
Microcyclops ceibaensis är en kräftdjursart som först beskrevs av Marsh 1919.  Microcyclops ceibaensis ingår i släktet Microcyclops och familjen Cyclopidae. Inga underarter finns listade i Catalogue of Life.